# Nikolai Bulganin
Nikolai Aleksàndrovitx Bulganin (en rus: Никола́й Алекса́ндрович Булга́нин; Nijni Nóvgorod 11 de juny de 1895 – Moscou 24 de febrer de 1975) va ser un militar i polític soviètic. Bulganin era fill d'un oficinista, i el 1917 es va unir a les files dels bolxevics, i després de la Revolució d'Octubre, va col·laborar entre 1918 a 1922 en la primera txeca. Va arribar a ser un gerent industrial, que va treballar a l'administració d'electricitat fins a 1927, i com el director del subministrament d'electricitat de Moscou el 1927-31. A partir de 1931 fins a 1937 era el president del comitè executiu del Soviet de la ciutat de Moscou. Va ser alcalde de Moscou entre 1931 i 1937 i president del Banc Estatal entre 1937 i 1941.
En el XVII Congrés del Partit Comunista de 1934 es va triar a Bulganin candidat membre del Comitè Central. Un estalinista lleial, va ser promogut ràpidament quan altres capdavanters van caure víctimes de la Gran Purga estalinista de 1937-38. El juliol del 1937 va ser designat al Primer Ministre de la República russa (RSFSR). Esdevingué membre en ple dret del Comitè Central més tard eixe any, i al setembre de 1938 es va convertir en Primer Ministre de la Unió Soviètica.
Durant la Segona Guerra Mundial va formar part de l'Estat Major de l'Exèrcit Roig, encara que ell mai va ser un comandant de primera línia. Va ascendir a mariscal i va ser viceprimer ministre el 1947, i va ser membre així mateix del Politburó del Partit Comunista de la Unió Soviètica el 1948, i Ministre de Defensa sota els mandats de Ióssif Stalin i Malenkov.
Després de Stalin
Després de la mort de Stalin al març de 1953, Bulganin, recolzat per Nikita Khrusxov, qui era llavors Secretari General del PCUS, es va convertir en President del Consell de Ministres el 1955, substituint en el càrrec a Gueorgui Malenkov. El 1955 com a president del govern soviètic va assistir a la conferència de les Grans Potències a Ginebra i va viatjar a Birmània i l'Índia.
Generalment era vist com un partidari del programa de Khrusxov de la reforma i destalinització. Ell i Khrusxov van viatjar junts a Índia, Iugoslàvia i Gran Bretanya, on ells eren coneguts en la premsa com "el show de K i B."
Cap a 1957, no obstant això, Bulganin havia arribat a compartir els dubtes sostinguts sobre les polítiques liberals de Khrusxov pel grup conservador (l'anomenat Grup Antipartit) conduït per Viatxeslav Mólotov. Al juny, quan els conservadors van tractar de fer fora a Khrusxov del poder en una reunió del Politburó, Bulganin va vacil·lar entre els dos camps. Quan els conservadors van ser derrotats i remoguts del poder, Bulganin va sobreviure un temps, però al març de 1958, en una sessió del Soviet Suprem, Nikita Khrusxov va forçar la seua dimissió. Va Ser designat president del Banc Estatal soviètic, un treball que ell havia sostingut dues dècades abans, però al setembre Bulganin va ser destituït del Comitè Central i privat del títol de Mariscal. Va Ser enviat a Stàvropol com a president del Consell Econòmic Regional, una posició simbòlica, fins que a febrer de 1960 va ser retirat amb una pensió.

## Condecoracions
- Orde de Lenin (1931 i 1955)
- Orde de la Bandera Roja
- Orde de Suvórov de 1a i 2a Classe
- Orde de Kutúzov
- Orde de l'Estrella Roja
- Medalla del 20è Aniversari de l'Exèrcit Roig
- Medalla de la defensa de Moscou
- Medalla de la defensa de Stalingrad
- Medalla de la victòria sobre Alemanya en la Gran Guerra Patriòtica 1941-1945
- Medalla del 30è Aniversari de l'Exèrcit i l'Armada Soviètics
- Medalla del 40è Aniversari de les Forces Armades Soviètiques
- Orde Virtuti Militari (Polònia)